# Данилин, Павел Викторович
Па́вел Ви́кторович Дани́лин (род. 15 сентября 1977, Москва, РСФСР, СССР) — российский журналист, историк и политолог, юрист, литературовед, блогер, колумнист, общественный деятель. В 2004—2012 годах шеф-редактор сайта «Kreml.org». С 2011 года ведёт авторскую колонку в интернет-газете «Взгляд.ру». Ведёт информационные проекты в Фонде эффективной политики. По образованию историк и юрист.
Был членом политического совета «Молодой гвардии Единой России» до 22 декабря 2010 года, вышел из МГ. Координатор московского отделения Международного мониторингового бюро. Эксперт Интернет-издания «Актуальные комментарии», где прокомментировал множество материалов. Кроме того, материалы Данилина публикуются в «Русском журнале» (в Интернет-архиве журнала размещены публикации Данилина за 2004—2010 годы), в Интернет-издании «Агентство политических новостей» (размещены публикации за 2004—2009 годы), в «Политическом журнале», газете «Россія». В Интернет-издании «Новые Хроники» размещены статьи Павла за 2006—2008 годы.

## Биография
Родился в семье штатного сотрудника Министерства иностранных дел СССР. В 1987—1991 годах жил в Японии вместе с родителями, работавшими в советском посольстве.
В 1994 году, окончив школу, пытался безуспешно поступить на юридический факультет РГГУ, МПГУ и МГУ, однако поступил на юридический факультет Российского нового университета (РосНОУ). В 1995 году поступил на исторические факультеты РГГУ и МГУ, а также прошёл конкурс на отделение поэзии Литературного института имени Горького.
Проходил стажировку в ЮНЕСКО в 1998 году. В том же году окончил юридический факультет РосНОУ (заочное отделение).
В 1999 году работал во Внешнеполитической ассоциации под началом Александра Бессмертных. В том же году баллотировался в советники районного собрания, но избран не был. В конце 1999 — начале 2000 года был учителем средней школы.
В 2000 году с отличием окончил исторический факультет МГУ. В том же году занялся журналистикой, став сотрудником Службы новостей РБК, и остался там до 2002 года, когда одновременно с работой в РБК занимал пост заместителя главного редактора в журнале «Двойная запись».
С 2000 года был соискателем в аспирантуре ИМЭМО РАН (писал диссертацию по политологии США).
С 2003 года работает в Фонде эффективной политики. Работал под началом Никиты Иванова, вице-президента Фонда, пока Иванов не поступил в администрацию Президента России (в 2005 году).
Был главой Интернет-редакции Фонда эффективной политики. Во время избирательной кампании перед выборами 2003 года в Государственную думу руководил сайтом «ВВП.ру» — «сайтом сторонников Президента и „Единой России“».
С 2004 года — член правления фонда «Институт развития». С июня 2004 года — шеф-редактор сайта «Кремль.орг», созданного Фондом эффективной политики. В декабре 2004 года опубликовал на сайте АПН.ру статью «Десять заповедей нового Государя», где обосновывал необходимость принятия поправок к Конституции России для обеспечения третьего президентского срока Владимира Путина.
В 2005 году — активный член Консервативного пресс-клуба (генеральный директор — Михаил Голованов) и Консервативного совещания (председатель — Егор Холмогоров). В марте 2005 года Данилин открыл новый проект «Антитеррор.ру». В мае 2005 года было опубликовано пособие «Антитеррор, практикум для горожанина» под редакцией Данилина.
В результате конфликта с Егором Холмогоровым и Михаилом Головановым (Холмогоров обвинил Данилина в том, что тот, используя свои связи, давал в Администрации Президента России нелестные оценки участникам Консервативного совещания, в частности самому Холмогорову) отошёл от Консервативного совещания и Консервативного пресс-клуба.
С осени 2005 года является координатором Московского отделения Международного мониторингового бюро, которое работает по заказам Администрации Президента России, ведёт мониторинг хода выборов в странах СНГ и занимается организацией Европейских форумов.
С конца 2005 года Данилин — специалист по Якутии. Обвинял в сепаратизме правящий аппарат Якутии во главе с тогдашним президентом Вячеславом Штыровым.
В ноябре 2005 года в издательстве «Европа», принадлежащем Фонду эффективной политики, вышла книга Данилина «Новая молодёжная политика 2003—2005» — о создании молодёжных движений, о политических аспектах их работы, о переплетении молодёжной политики с политикой взрослой. Книга ставит вопрос о том, существует ли вообще такое понятие, как «молодёжная политика». В приложениях к книге находятся справочные материалы о молодёжных организациях (лидеры, численность, наиболее известные акции и так далее).
В 2006 году была издана брошюра Данилина «Гламурный фашизм». В декабре 2006 года опубликована его книга «Я. Путь. Как стать властью».
На II съезде «Молодой гвардии Единой России» 15 декабря 2006 года Данилин был избран в политический совет организации.
На IV съезде «Молодой гвардии Единой России» были избраны новые руководящие органы, с 22 декабря 2010 года Данилин не входит в руководящие органы и не является её членом.
В августе 2010 года во время лесных пожаров организовал кампанию по дискредитации деятельности руководителя благотворительного фонда «Справедливая помощь» Доктора Лизы, которая координировала сбор и доставку благотворительной помощи пострадавшим от пожаров, добровольцам и пожарным. В кампании, которую многие пользователи интернета восприняли как травлю, приняли участие журналисты Владимир Соловьёв и Михаил Леонтьев, а продолжили блогеры, связанные с проправительственными молодёжными движениями — в частности, с Молодой гвардией «Единой России».
В 2011 году подписал Обращение представителей общественности против информационного подрыва доверия к судебной системе Российской Федерации.
Согласно опубликованной в феврале 2012 года переписке центрального исполкома «Единой России» был одним из авторов заказных публикаций с поддержкой партии и критикой оппозиции. В дальнейшем эти материалы под вымышленными именами (Данилин выбрал псевдоним Георгий Катин) публиковались в ряде интернет-изданий и бумажных газет под видом редакционных текстов. Помимо авторства, в ряде материалов Данилин выступал в качестве эксперта.
В 2013 году возглавил созданный им «Центр политического анализа». Являлся экспертом ЭИСИ.
В мае 2014 года Павел Данилин вошёл в состав общественного совета Аэрофлота. Совет был создан при авиакомпании «Аэрофлот — Российские авиалинии» как консультационно-совещательный орган. На момент создания состоял из 26 членов.
В начале 2016 года был включён в состав Общественной палаты Москвы 2 созыва (64 члена).
В марте 2019 года при формировании Общественной палаты Москвы 3 созыва по новым правилам (45 членов) Данилин был включён в состав по квоте Мосгордумы (15 членов).
Центр Данилина в 2018 году получил от ЭИСИ 5,5 млн руб. за «экспертно-аналитические услуги», в общей сложности сумма выплат составила 23 млн руб.
Считался лояльным экспертом по отношении к московской мэрии. В ходе выборов в Мосгордуму 2019 года запустил сайт smartvote.moscow, который активно рекламировался баннерной рекламой и партнёрскими системами на пиратских сайтах, тематика ресурса состояла из критиков протестов. Помимо того комментарии Данилина к статьям о реновации рассылались с адреса АО «Московские информационные технологии в редакции московских городских изданий как обязательные к цитированию».
В апреле 2022 года был включён в состав Общественной палаты Москвы 4 созыва.
В качестве консультанта участвовал в создании сериала «Переведи её через Майдан».

## Прочее
Некоторые считают, что он выступает за истребление бродячих собак в Москве, но при этом в его высказываниях прямых слов или указаний на данную позицию нет.
Ведёт Живой Журнал под ником leteha Архивная копия от 19 декабря 2017 на Wayback Machine. В блогосфере именовал себя «спецпропагандоном».

## Книги
- Павел Данилин. «Новая молодёжная политика 2003—2005». М.: Издательство «Европа», 2005. — 292 с.[29]
- Сборник «Гламурный фашизм». Составитель — Павел Данилин. М.: Издательство «Европа», 2006. — 96 с.[30]
- Павел Данилин, Наталья Крышталь, Дмитрий Поляков. «Враги Путина». М.: Издательство «Европа», 2007. — 296 с.[31]
- Павел Данилин, Наталья Крышталь. «Инновационный путь России». М.: Издательство «Европа», 2008. — 80 с.[32]
- «Война и мир Дмитрия Медведева». Составители — Кирилл Танаев, Павел Данилин. М.: Издательство «Европа», 2009. — 228 с.[33]
- Павел Данилин, «Воссоединение». М.:Издательство «Аргументы недели», 2015. — 304 с.
- Павел Данилин. Партийная система современной России. — М.: ЗАО «Издательский дом „Аргументы недели“», 2015. — 400 с.
- Павел Данилин. Москва для москвичей. Ответы критикам и советы защитникам, 2019.